# Cimetière de Farkasrét
Le cimetière de Farkasrét (Farkasréti temető, [ˈfɒɾkɒʃɾeːti ˈtɛmɛtøː]) est l'un des plus célèbres cimetières de Budapest, capitale de la Hongrie. Situé à Buda, dans le quartier de Farkasrét, il est ouvert en 1894 et est remarquable pour la vue spectaculaire qu'il offre sur la ville.
Il comprend de nombreuses tombes de célébrités hongroises, et demeure le lieu d'inhumation préféré des acteurs et autres artistes (chanteurs d'opéra, musiciens, peintres, sculpteurs, architectes, écrivains, poètes). Il contient aussi les sépultures de plusieurs scientifiques, académiciens et sportifs.
Les tombes sont souvent décorées de sculptures remarquables. Le cimetière a été aménagé avec des espaces verts dans les années 1950, quand il reçut l'apparence et l'espace qui sont les siens aujourd'hui. La salle mortuaire et la nouvelle chapelle ont été construites dans les années 1980, sur des plans d'Imre Makovecz.
Pendant l'ère socialiste, les obsèques religieuses étant interdites au cimetière Kerepesi, il devint le seul lieu pour ceux qui désiraient une cérémonie d'enterrement religieuse.
La tombe la plus ancienne est celle de l'ingénieur Ferenc Cathry Szaléz, concepteur du Fogaskerekű (chemin de fer à crémaillère de Budapest) et du pont Marie-Valérie reliant Esztergom (Hongrie) et Štúrovo (Slovaquie).

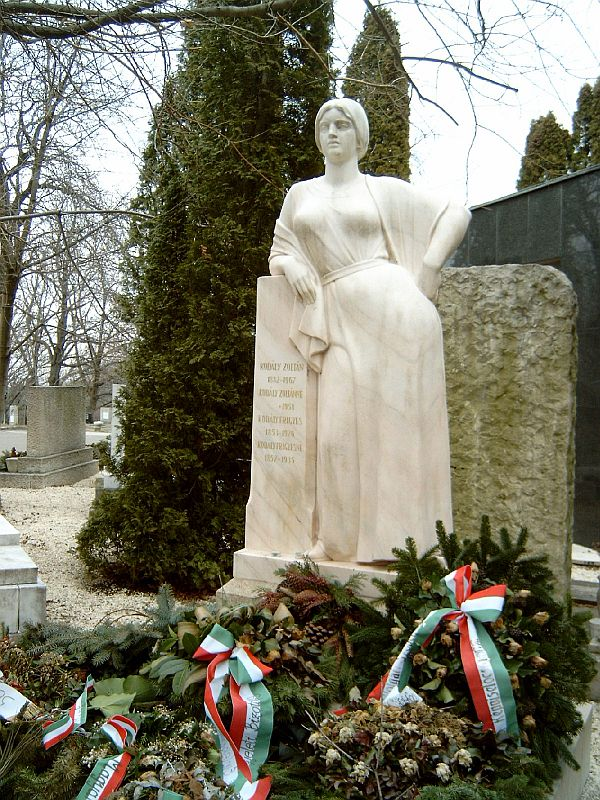
Tombe de Zoltán Kodály.
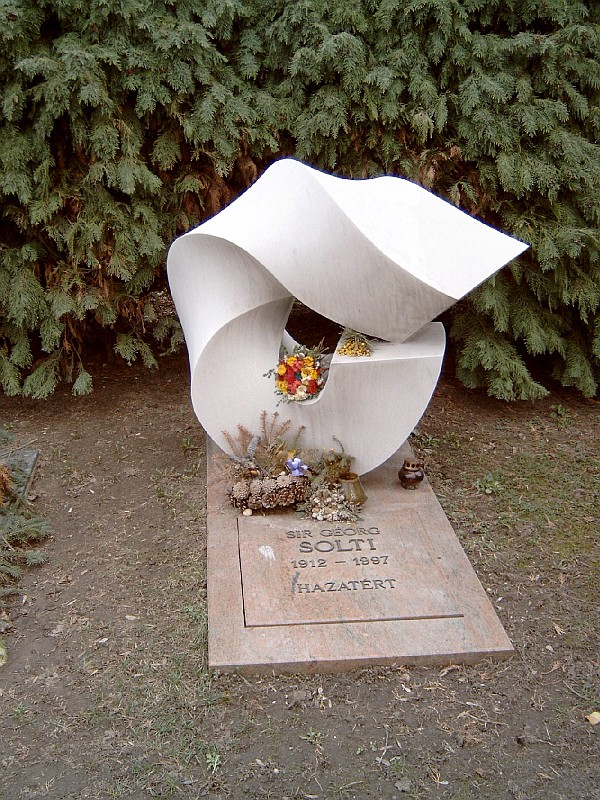
Tombe de Georg Solti.
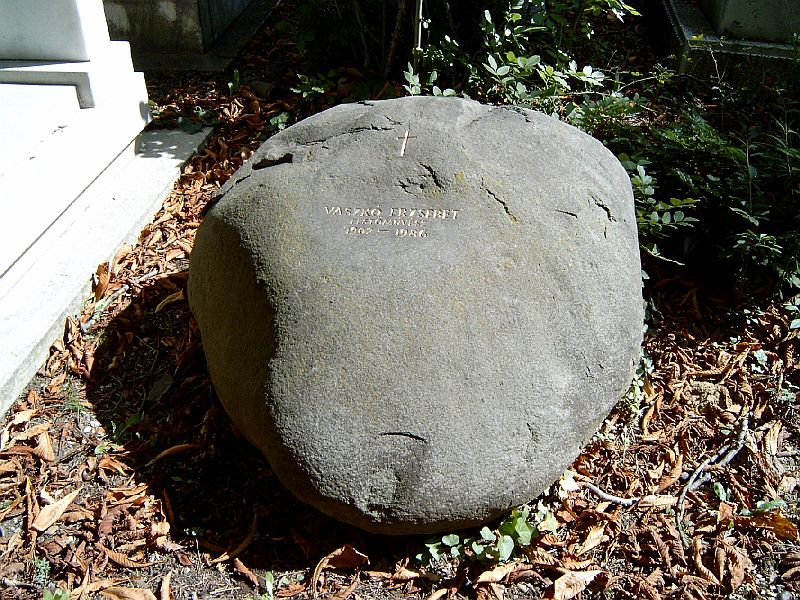
Tombe de Erzsébet Vaszkó.
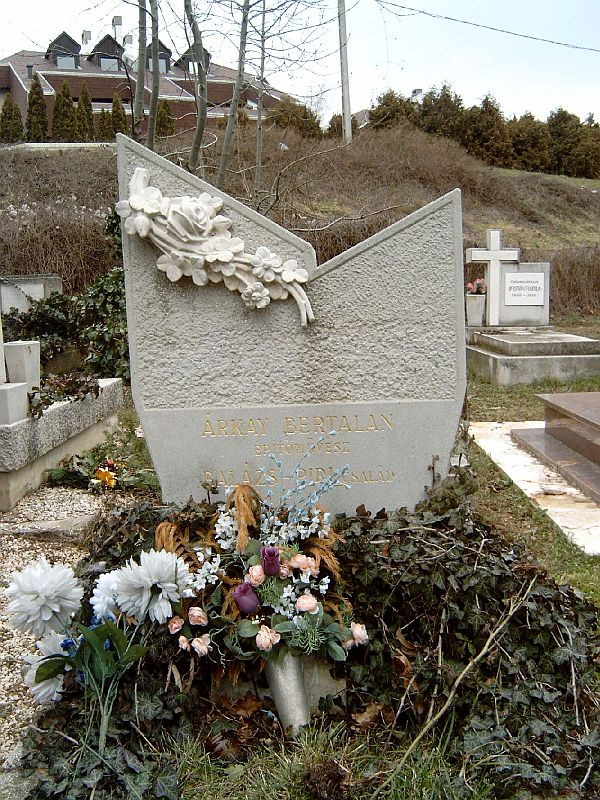
Tombe de Bertalan Árkay.
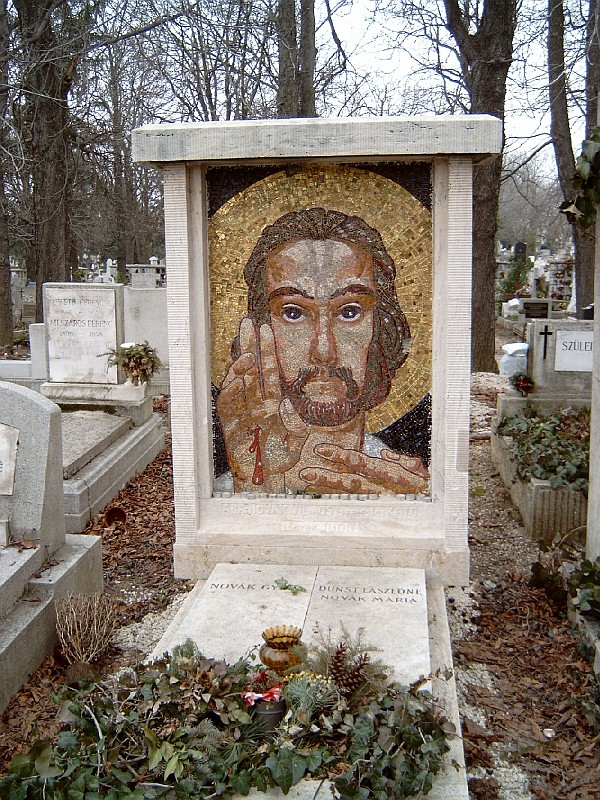
Tombe de Vilmos Aba-Novák.
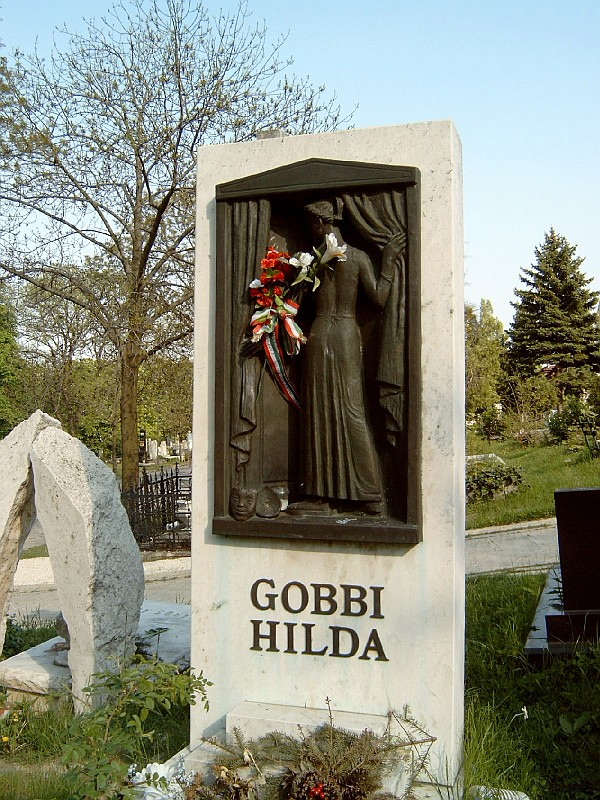
Tombe de Hilda Gobbi.

## Liste de personnalités inhumées à Farkasrét
Par ordre alphabétique :
- Vilmos Aba-Novák (1894 - 1941), peintre ;
- Aladár Árkay, architecte ;
- Bertalan Árkay (1901 - 1971), architecte et designer ;
- Ervin Baktay, orientaliste ;
- Donát Bánki, inventeur ;
- Gusztáv Bárczi,
- Béla Bartók (1881 - 1945), compositeur, (sculpture de Miklós Borsos) ;
- Péter Bacsó (1928 - 2009), scénariste, dramaturge et réalisateur ;
- Dénes Berinkey (1871 - 1948), Premier ministre ;
- Aurél Bernáth, peintre et poète ;
- Sándor Bíró (1911 - 1988), footballeur ;
- Erzsébet von Burchard-Bélavary (1897 - 1987), pédagogue ;
- István Burchard-Bélaváry (1864 - 1933), artiste peintre ;
- Tamás Cseh, chanteur et compositeur ;
- János Csonka, inventeur ;
- Béla Czóbel (1883 - 1976), peintre ;
- Ferenc Deák (1922 - 1998), footballeur ;
- Béla Egresi, footballeur ;
- Pál Engel, historien ;
- Zoltán Fábri (1917 - 1994), cinéaste ;
- Sári Fedák, actrice ;
- Miklós Fehér (1979 - 2004), footballeur ;
- István Fekete, écrivain ;
- János Ferencsik (1907 - 1984), chef d'orchestre ;
- Endre Fülei-Szántó (1924 - 1995), linguiste, philologue, professeur des universités ;
- Gyula Germanus, orientaliste ;
- Hilda Gobbi, actrice ;
- Lajos Gulácsi, peintre ;
- István Hahn (1913 - 1984), historien des cultures antiques ;
- Lajos Hatvany, mécène ;
- András Hegedüs, Premier ministre ;
- Éva Janikovszky, auteur de livres pour enfants ;
- Pál Jávor (1907 - 1989), acteur très connu ;
- Katalin Karády, actrice, chanteuse ;
- Lajos Kassák (1887 - 1967), poète et peintre ;
- Károly Kernstok, peintre ;
- Manyi Kiss (1911-1971), actrice ;
- Kálmán Kittenberger, chercheur africaniste, naturaliste ;
- Zoltán Kodály (1882 - 1967), compositeur, sculpture de Pál Pátzai ;
- János Kodolányi, écrivain ;
- Béla Kondor, peintre ;
- Margit Kovács, céramiste et sculpteur ;
- László Lajtha (1892 - 1963), compositeur ;
- György Lehel (1926 - 1989), chef d'orchestre ;
- József Lengyel (1896 - 1975), écrivain ;
- Kató Lomb (1909 - 2003), traductrice ;
- István Medgyaszay, architecte ;
- Miklós Mészöly, écrivain ;
- Pál C. Molnár, peintre ;
- László Nagy, poète ;
- Ágnes Nemes Nagy, poète ;
- László Németh (1901 - 1975), écrivain ;
- László Papp (1926 - 2003), sportif ;
- Ditta Pásztory (1903 - 1982), pianiste, veuve de Béla Bartók ;
- János Pilinszky (1921 - 1981), poète ;
- Imre  Ráday, acteur et metteur en scène ;
- Mátyás Rákosi (1892 - 1971), dirigeant communiste après la Seconde Guerre mondiale. De nos jours, seules ses initiales sont lisibles pour empêcher tout vandalisme ;
- Zsigmond Reményik, écrivain ;
- Sándor Simonyi-Semadam (1864 - 1946), Premier ministre ;
- Gábor Szabó (1936 - 1982), guitariste de jazz ;
- Árpád Szakasits, dirigeant socialiste ;
- Zsigmond Széchenyi, chercheur africaniste, écrivain ;
- Pál Szécsi, chanteur très connu, dont la tombe est très fréquentée par ses fans ;
- Mihály Székely (1901 - 1963), chanteur d'opéra ;
- Gyula Szekfü, historien ;
- János Szerb (1951-1988), poète, tibétologue ;
- Georg Solti (1912 - 1997), chef d'orchestre ;
- Józsi Jenő Tersánszky, (1888 - 1969), écrivain;
- Zoltán Tildy (1889 - 1961), Président ;
- Erzsébet Vaszkó (1902 - 1986), peintre et graphiste ;
- Béla Volentik, (1907 - 1990), footballeur ;
- Sándor Weöres (1913 - 1989), poète ;
- Zoltán Zelk, poète ;
- Károly Zipernovszky, inventeur ;